# Anja Fuchs-Robetin
Anja Kerstin Fuchs-Robetin (* 14. Juli 1996 in Wien) ist eine österreichische Basketballspielerin.

## Leben und Karriere
Fuchs-Robetin entstammt einer Basketball-Familie. Ihre Mutter Uta war Nationalspielerin, später Trainerin bei den Union Basket Flames Wien. Vater Alexander ist Vereinsfunktionär bei den Basket Flames, Bruder Colin spielte in der 2. Bundesliga. Als Nachwuchsspielerin des Vereins Basket Clubs Vienna, dann der Basket Flames wurde Anja Fuchs-Robetin österreichische Jugendnationalspielerin, sie nahm an B-Europameisterschaften in den Altersklassen U18 und U20 teil.
Ab 2012 gehörte die 1,83 Meter große Flügelspielerin dem Bundesliga-Aufgebot der Basket Flames an. 2014 gewann sie mit der Auswahl des österreichischen Basketballverbands die Europameisterschaft der kleinen Länder.
Von 2015 bis 2019 studierte und spielte Fuchs-Robetin am Florida Southern College in den Vereinigten Staaten. In 126 Einsätzen für die Hochschulauswahl erzielte sie im Mittel 13,3 Punkte, ihre beste Saison in der zweiten NCAA-Division bezüglich ihrer Punkt- und Rebounds-Durchschnittswerte war das Spieljahr 2017/18 (18,6 Punkte, 9,4 Rebounds/Spiel).
Ihr erster Verein nach der Amerikarückkehr wurden die Newcastle Eagles in England. In der Sommerpause 2020 wechselte sie zum deutschen Zweitligisten Capitol Bascats Düsseldorf, mit dem 2021 der Aufstieg in die Bundesliga gelang. Fuchs-Robetin war während der Zweitligasaison 2020/21 mit 13,5 Punkten je Begegnung zweitbeste Korbschützin der Düsseldorferinnen.
Sie bestritt im November 2021 das erste Damen-Länderspiel der österreichischen Auswahl nach siebenjähriger Pause. In der Sommerpause 2022 wechselte sie innerhalb der deutschen Bundesliga von Düsseldorf zu den Rheinland Lions. Im Jänner 2023 zog sich der Verein wegen Zahlungsunfähigkeit mit sofortiger Wirkung aus dem Spielbetrieb zurück.
Fuchs-Robetin schloss sich im Sommer 2023 dem spanischen Zweitligisten Mariscos Antón Cortegada an. Sie wurde auch in der Spielart 3-gegen-3 österreichische Nationalspielerin. Im November 2024 wechselte sie zu Hapoel Jerusalem nach Israel.